# Christian Têtedoie
 (mars 2010).
 (septembre 2023).
Christian Têtedoie (né le 28 septembre 1961) est un chef cuisinier français, il reçoit le titre de Meilleur ouvrier de France en 1996 puis est nommé dans le guide des « maîtres cuisiniers de France » en 1998. Il est décoré d’une étoile au guide Michelin depuis 2000 pour son restaurant gastronomique éponyme.  

## Biographie

### Formation
Christian Têtedoie intègre en 1975 la brigade du restaurant Joseph Delphin[Où ?], 2 étoiles au guide michelin. 
En 1979,  il remporte le concours de « un des Meilleur Apprentis de France » option cuisine.  
Il intègre ensuite le restaurant Paul-Bocuse, à Collonges-au-Mont-d'Or, en tant que commis, puis Chef de Partie. 
En 1981, il effectue son service militaire dans les cuisines de l’Élysée. 
Par la suite Il forge son expérience, au restaurant Greuze à Tournus (2*), au restaurant les Dromonts[Où ?], au Moulin de Mougins chez Roger Vergé (3*), à l’Oasis chez Louis Outhier (3*) à La Napoule, au Château de Coudrée puis enfin chez Georges Blanc à Vonnas (3*) où il prend la place de Chef de cuisine de 1985 à 1987. 
En 1996,  il obtient le titre de Meilleur ouvrier de France. 
Il est  décoré de la Légion d'honneur par Gérard Collomb, le 31 mars 2011.

## Etablissements
Christian Têtedoie ouvre son premier restaurant en 1987 sur le quai Jean-Moulin à Lyon puis déménage sur les quais de Saône, quai Pierre-Scize.
Il obtient un macaron Michelin en 2000 pour son établissement.
Il déménage de nouveau sur de l’ancien hôpital de l'Antiquaille  au cœur du quartier de Saint-Just le 26 mars 2010 où il ouvre également une table bistronomique.
Il ouvre avec Hiroyuki Watanabe, son ancien second deux établissements.
Depuis janvier 2013 il a également repris l’emblématique restaurant La Voute - Chez Léa   proposant une  lyonnaise authentique.

## Transmission
Il est élu Président de l’association des Maitres Cuisiniers de France, en mars 2011. 
Il a implanté au centre-ville de Lyon, l’Arsenic, « une pépinière de chefs » qui accueille les jeunes talents.  